# Torcy (Saône-et-Loire)
Torcy település Franciaországban, Saône-et-Loire megyében. Lakosainak száma 2805 fő (2022. január 1.). Torcy Le Creusot, Les Bizots, Le Breuil, Écuisses, Montcenis, Montchanin és Saint-Eusèbe községekkel határos.

## Népesség
A település népessége az elmúlt években az alábbi módon változott:
| Lakosok száma | 3116 | 3046 | 3063 | 2960 | 2886 | 2813 | 2810 | 2810 | 2805 |
|               | 2013 | 2015 | 2016 | 2017 | 2018 | 2019 | 2020 | 2021 | 2022 |